# Jack Parnell
Pour les articles homonymes, voir Parnell.
Jack Parnell (de son vrai nom John Russell Parnell) est un compositeur et acteur britannique, né le 6 août 1923 à Londres (Royaume-Uni) et mort le 8 août 2010 à Southwold, Suffolk (Angleterre).

## Filmographie

### comme compositeur
- 1968 : Showtime (série TV) : and His Orchestra (unknown episodes)
- 1964 : Drama '64: A Fear of Strangers (TV)
- 1969 : Two in Clover (série TV)
- 1974 : Sandy Duncan Special (TV)
- 1985 : A Month in the Country (vidéo)

### comme acteur
- 1946 : London Folies (London Town) : Drummer
- 1960 : The Cliff Richard Show (série TV) : Orchestral support